# تولوی پائین (هلسینکی)

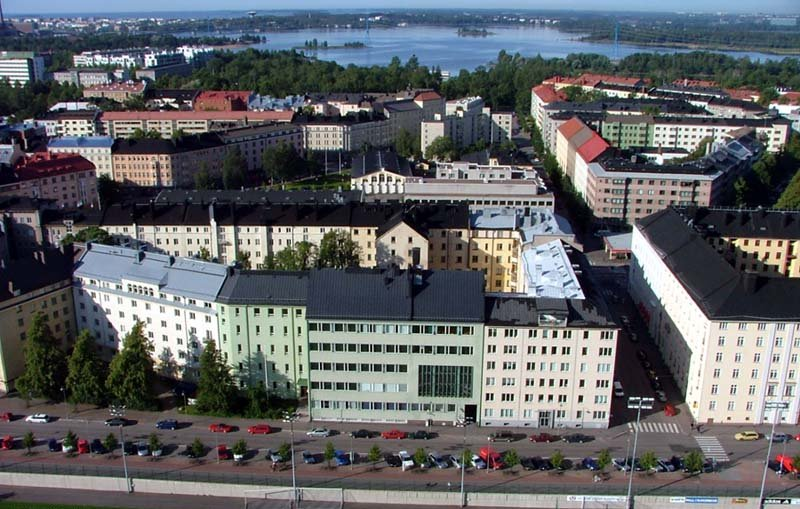
منطقه تولو از فراز برج ورزشگاه المپیک هلسینکی

تولو (انگلیسی: Töölö)، (سوئدی: Tölö) نام کلی برای دو محله بزرگ تولوی پائین و تولوی بالا در ضلع غربی هلسینکی است. قدمت این منطقه حدود ۱۰۰ سال است.
در هلسینکی محله‌ها عمدتاً در کنار مرکز شهر واقع شده‌اند. قدمت تولو به دهه دوم قرن بیستم می‌رسد. با رشد شهر هلسینکی بین سال‌های ۱۹۲۰ تا ۱۹۳۰ این محله بزرگ در غرب هلسینکی ساخته شد.
تولو عمدتاً به عنوان یک منطقه فرهنگی شناخته می‌شود. بنای یادبود سیبلیوس ،مجلس فنلاند، کلیسای تمپیلیوکیو، تالار فنلاندیا، ورزشگاه المپیک هلسینکی برخی از مهم‌ترین بناها و سازه‌های موجود در این منطقه از شهر هلسینکی هستند.

## نگارخانه

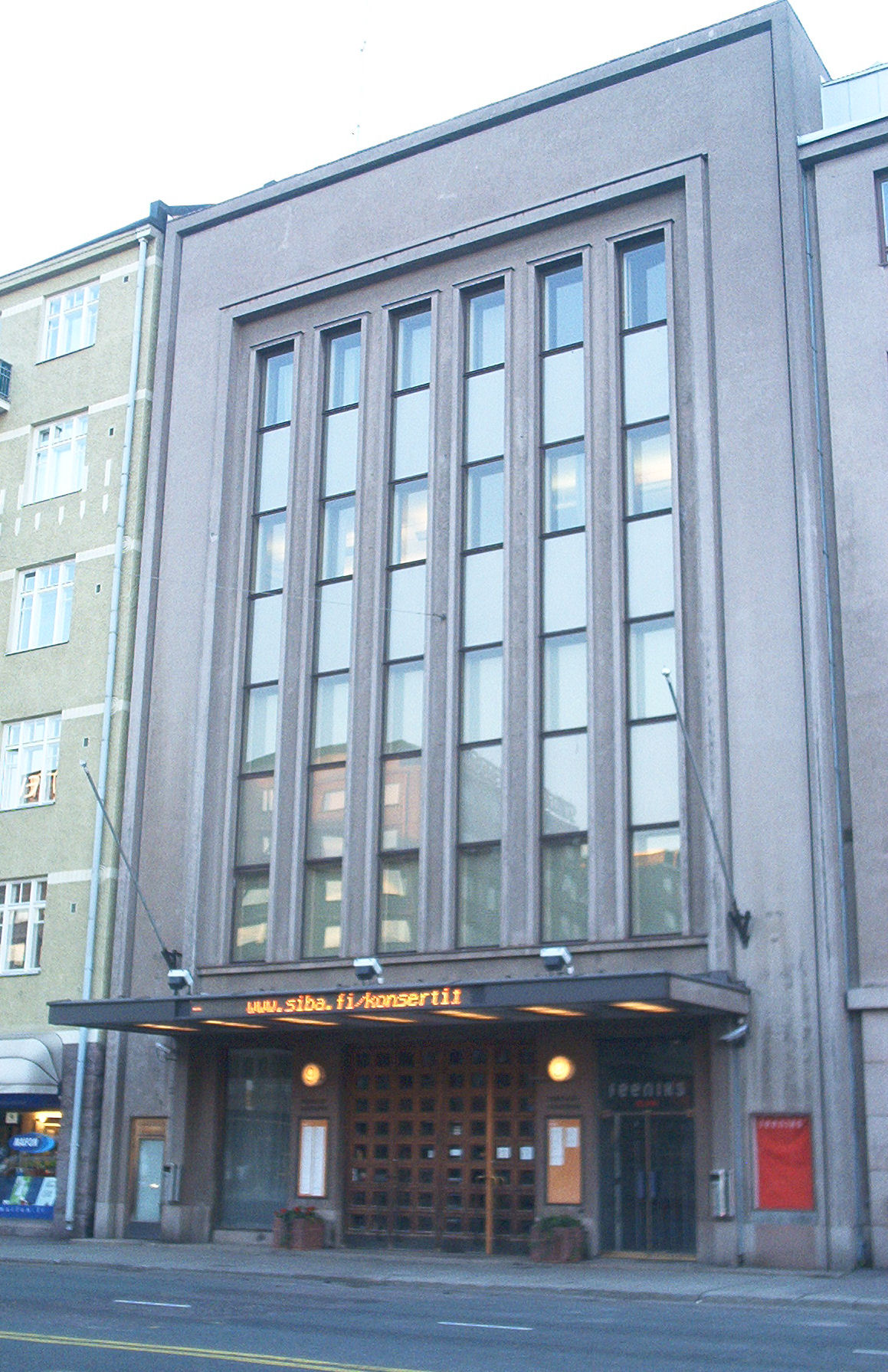
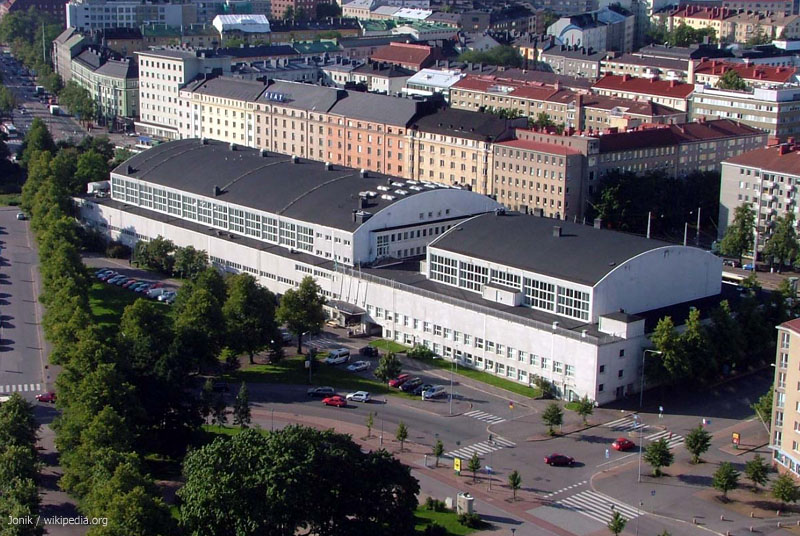
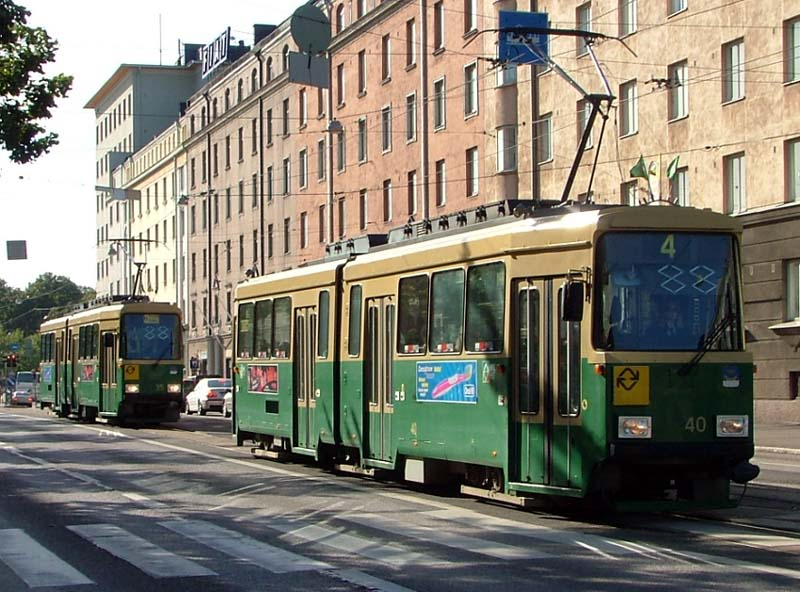
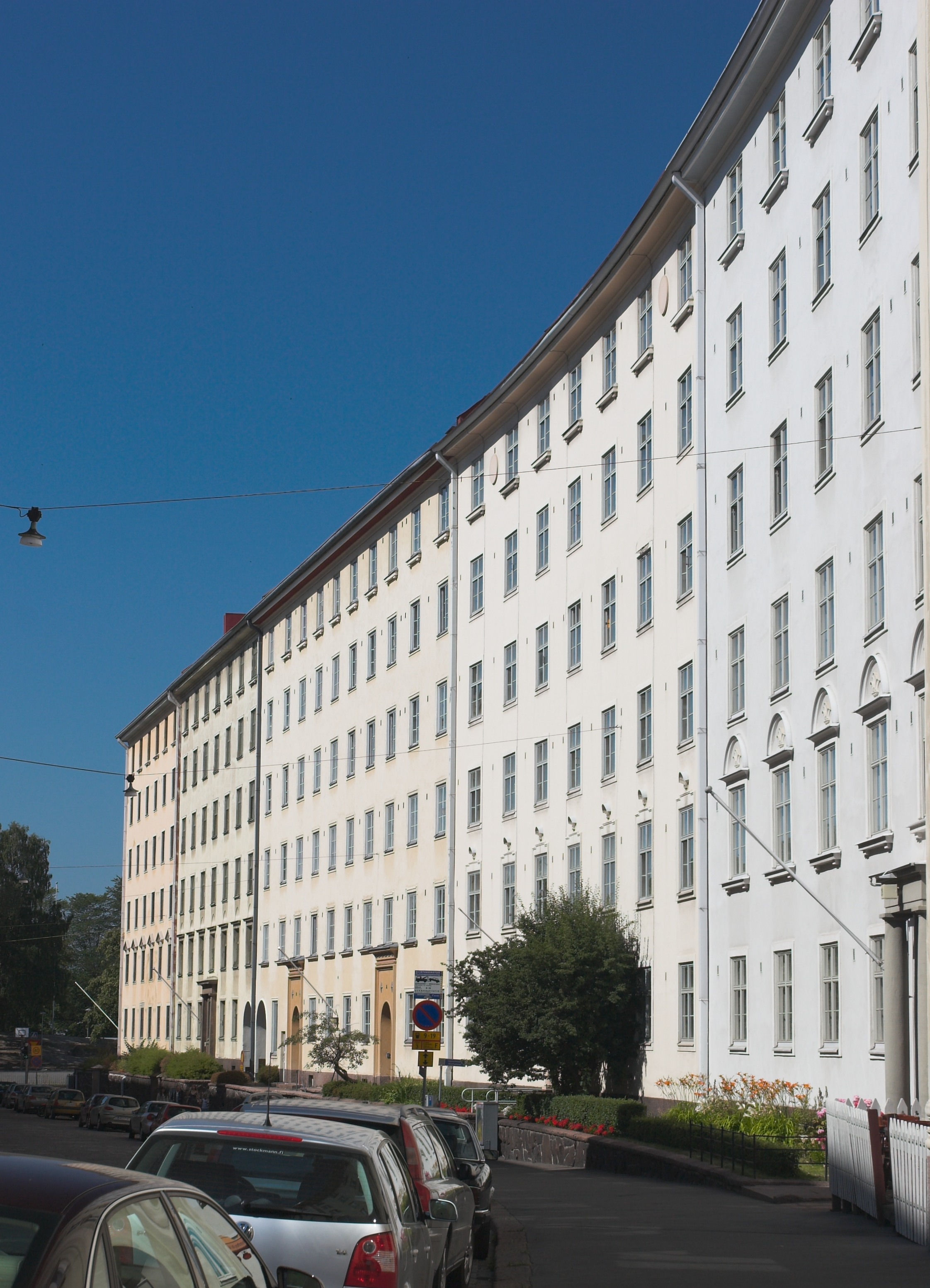
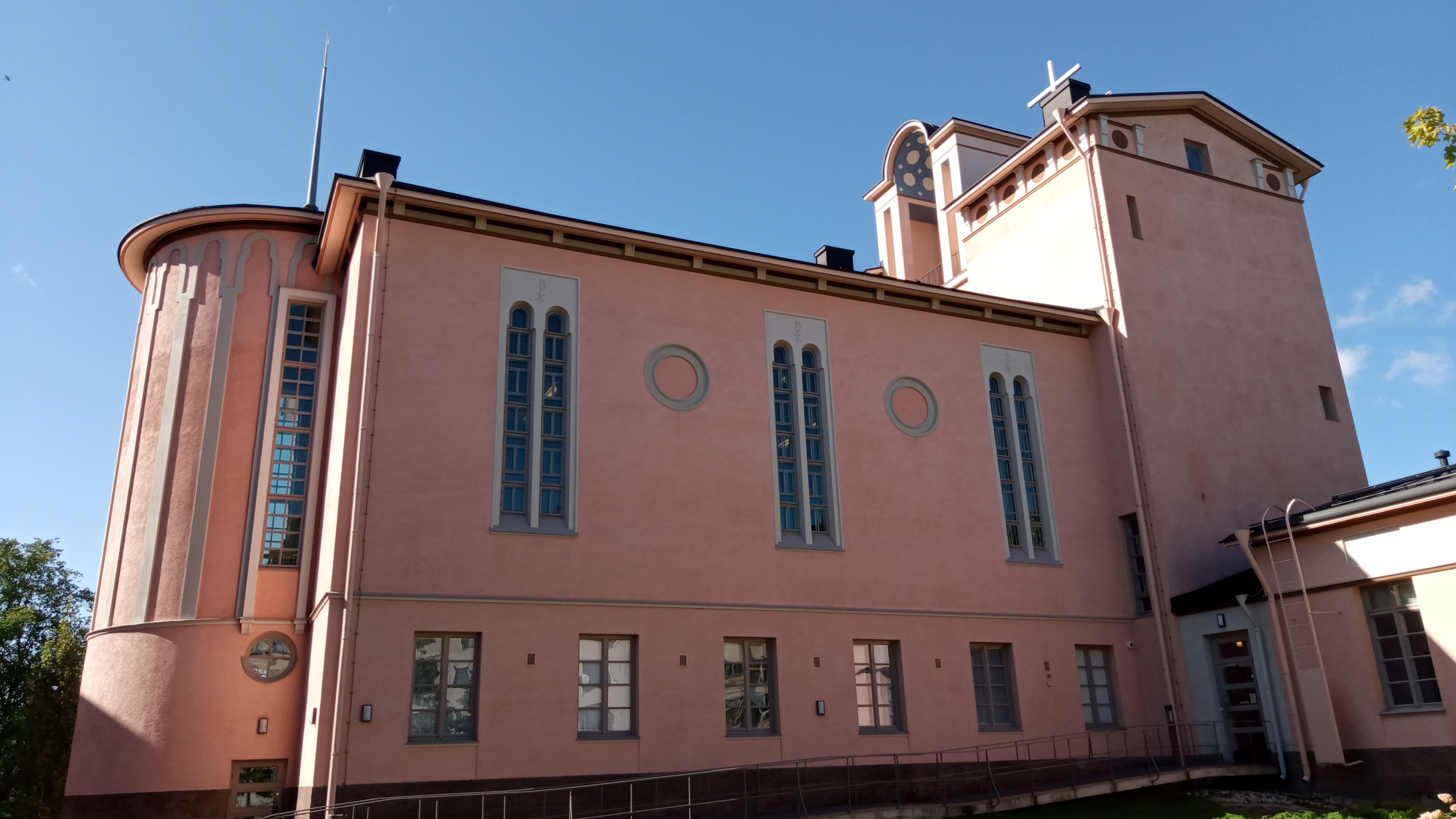
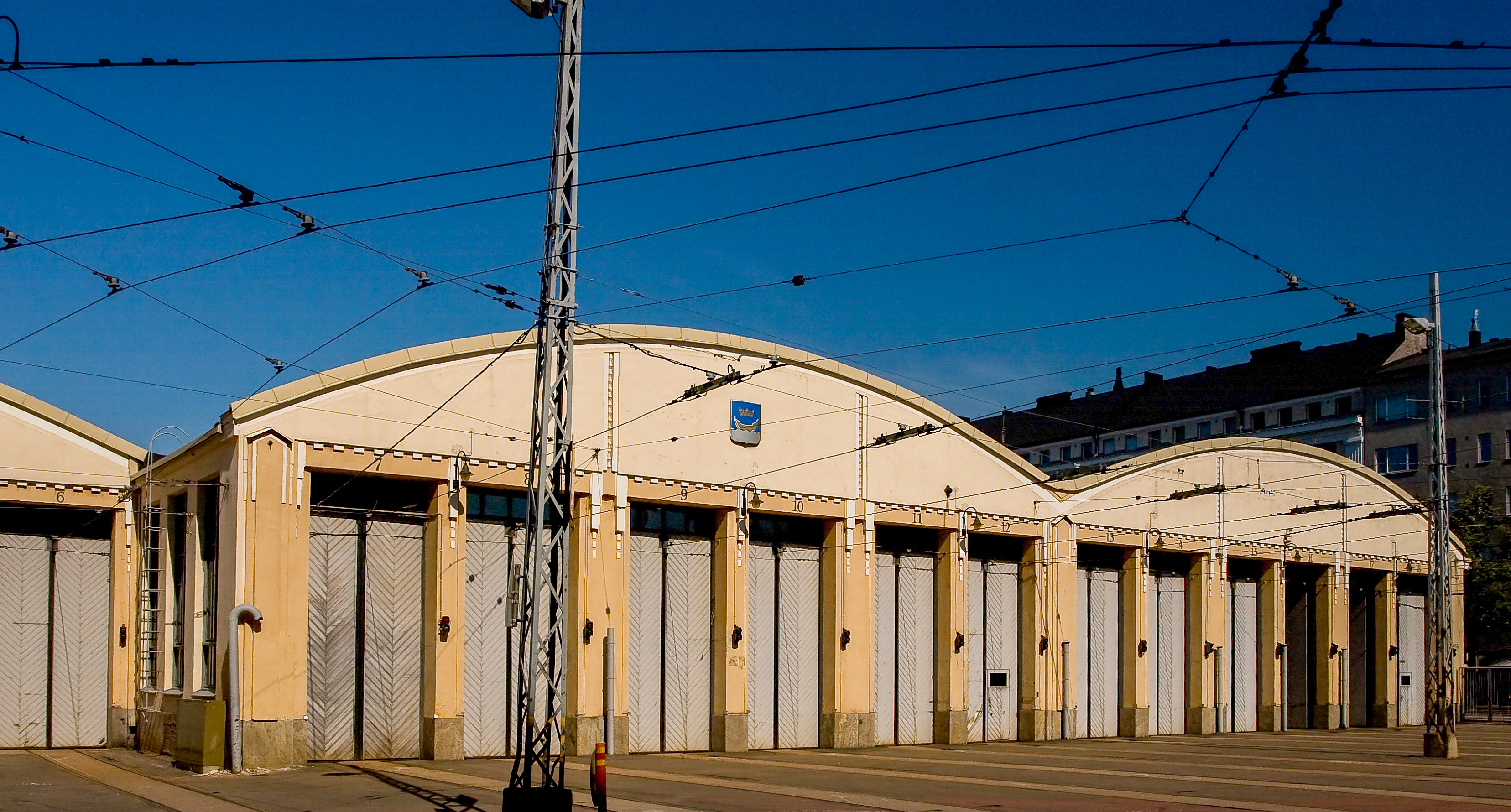
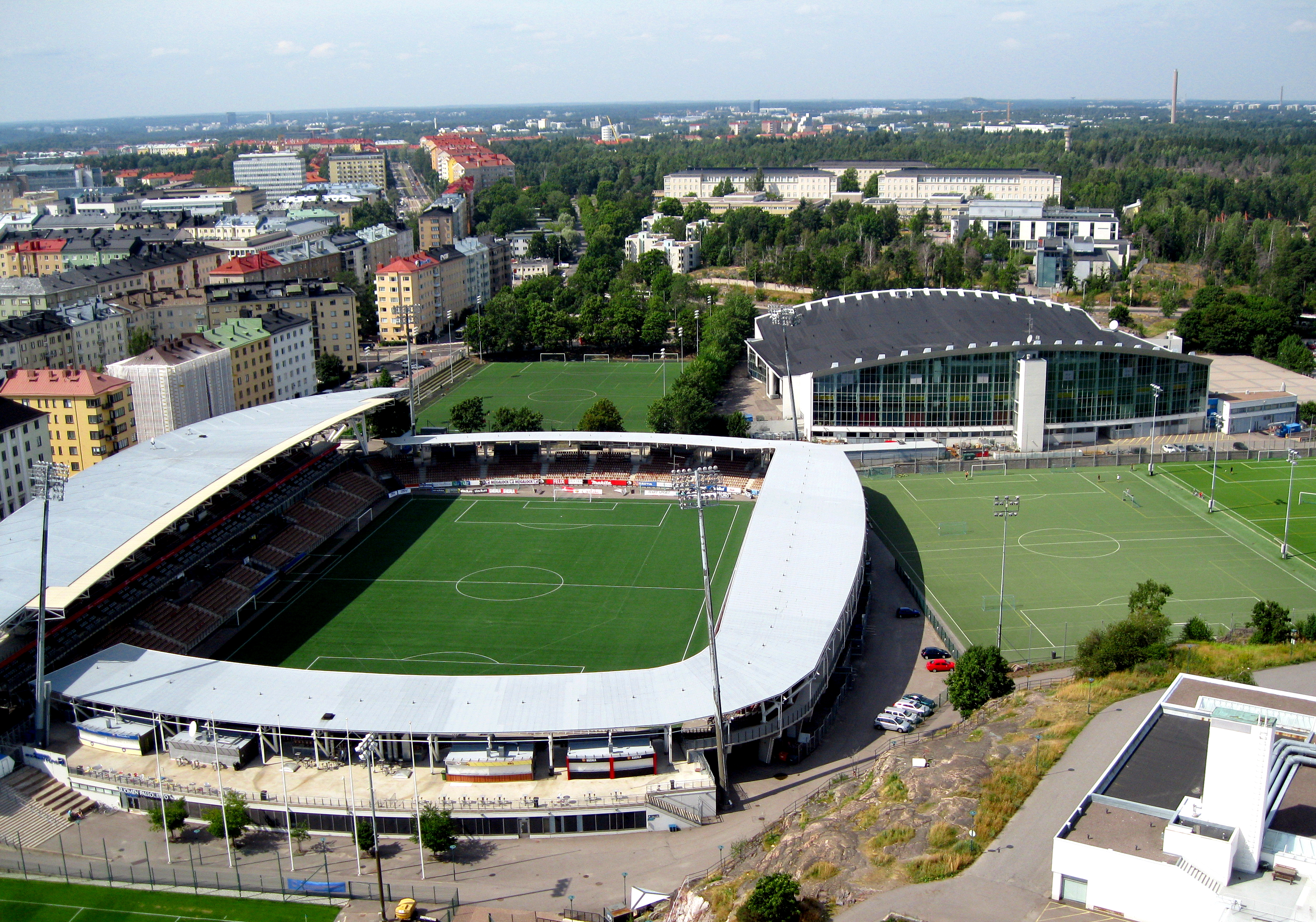
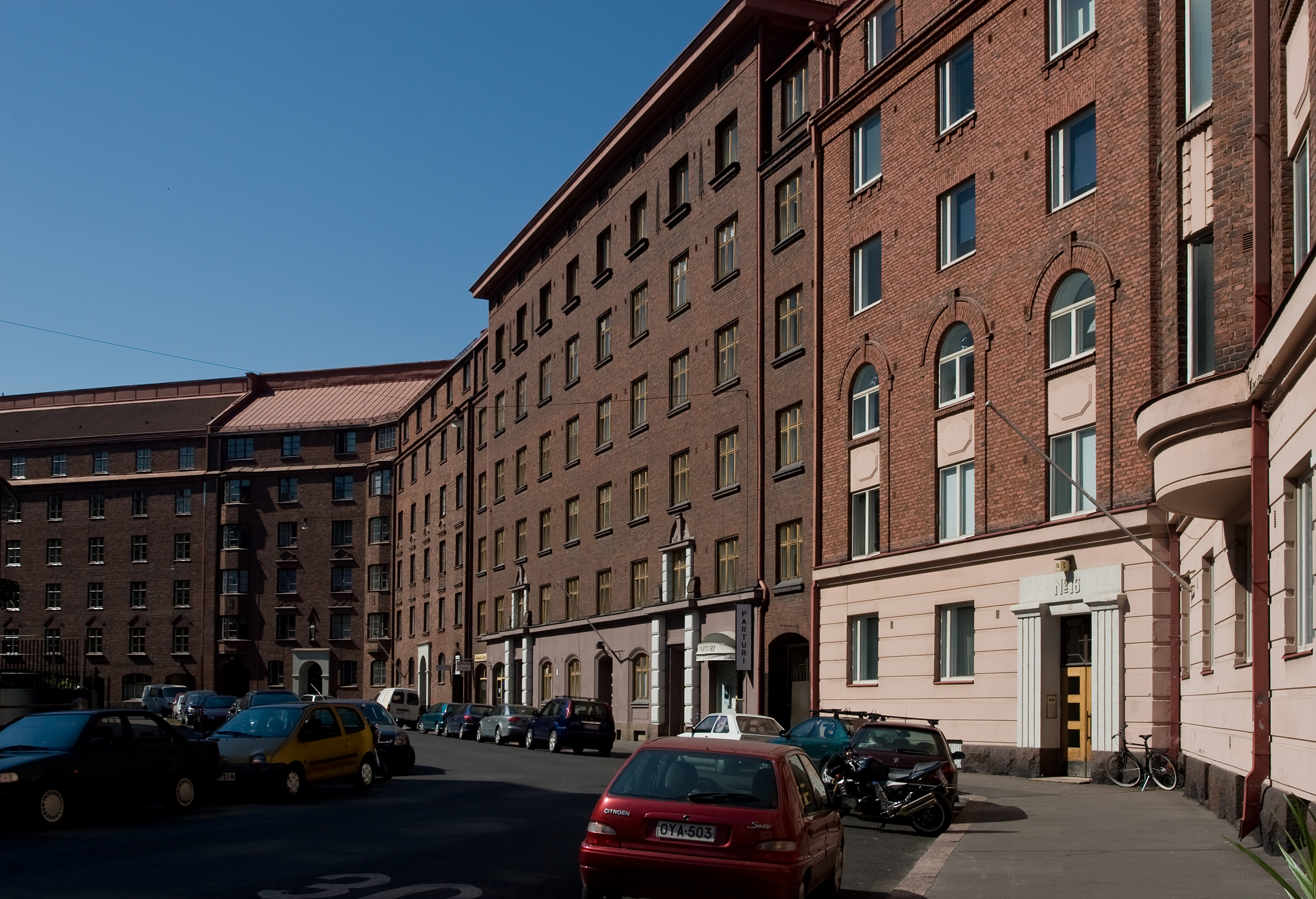
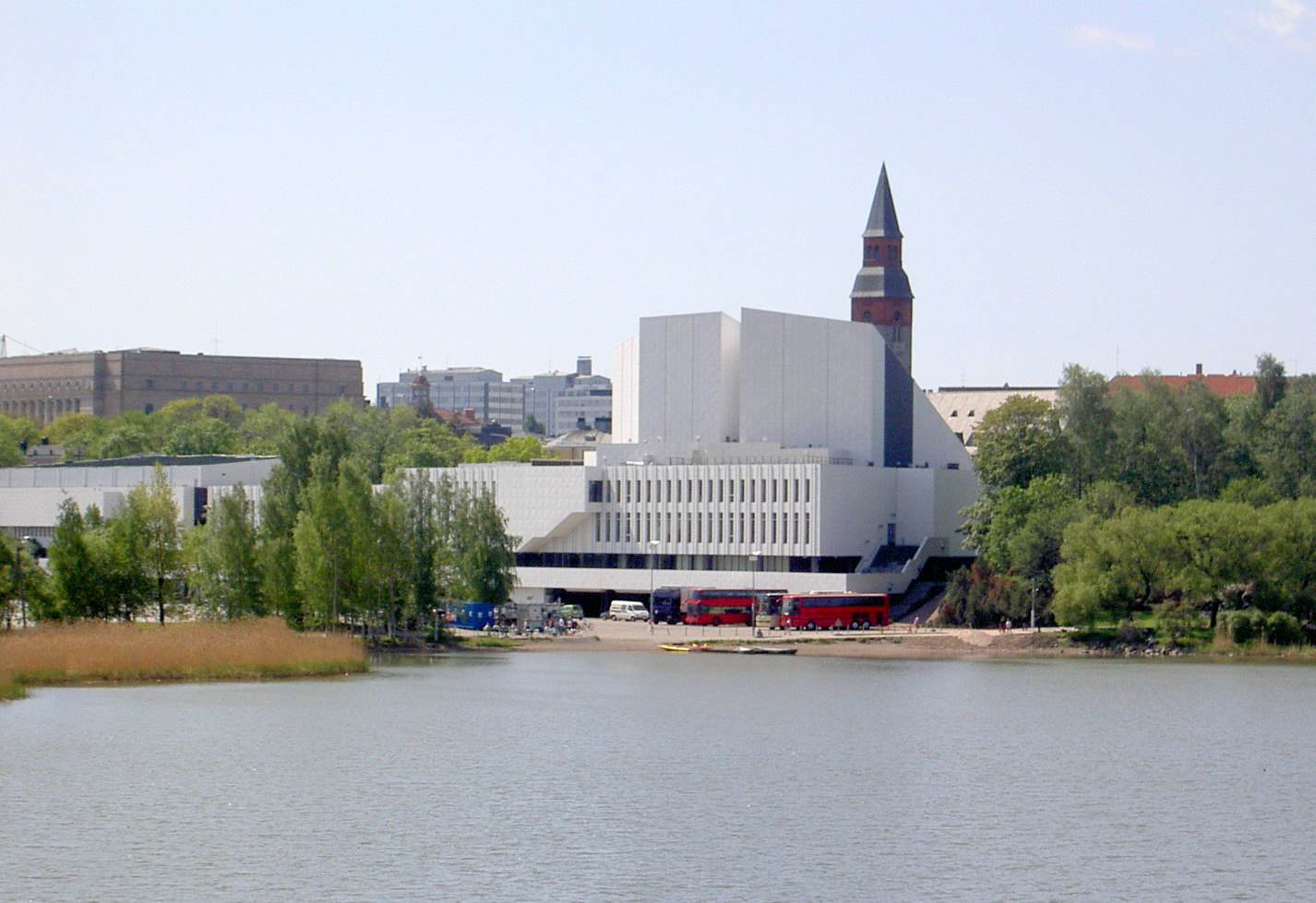
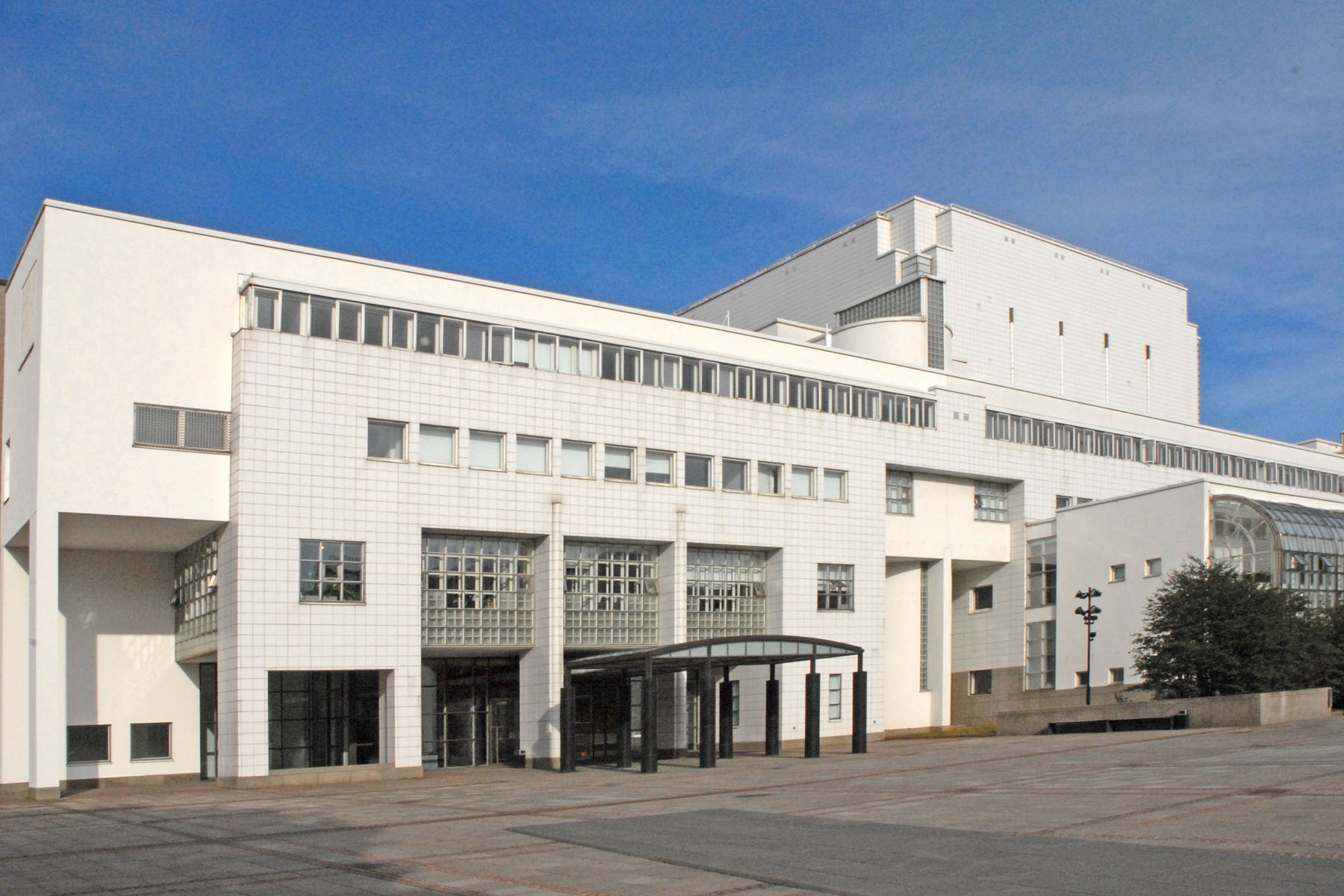
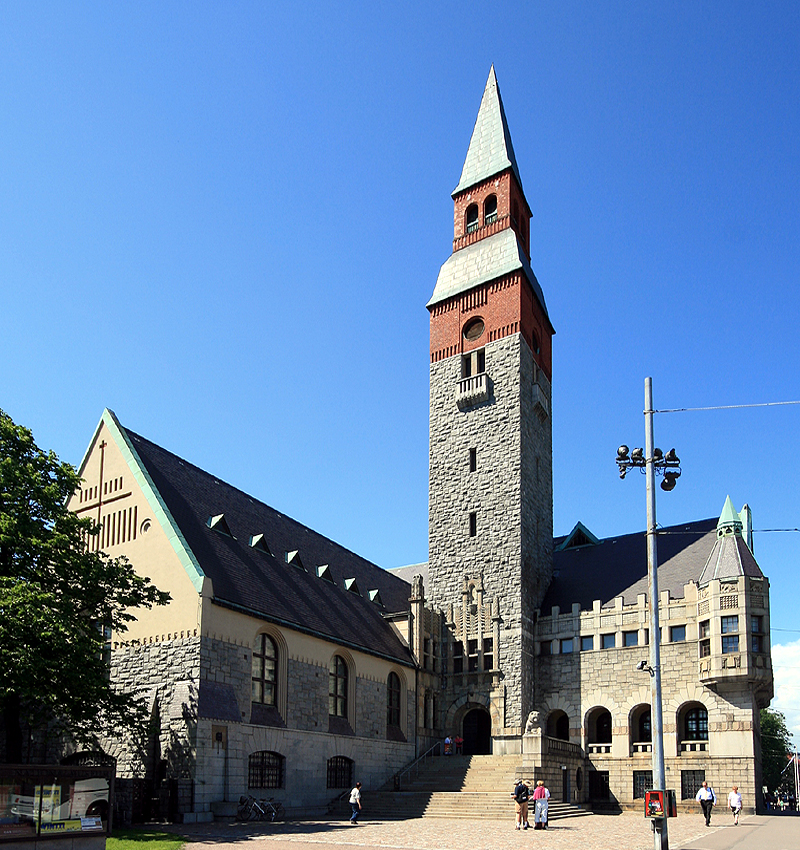
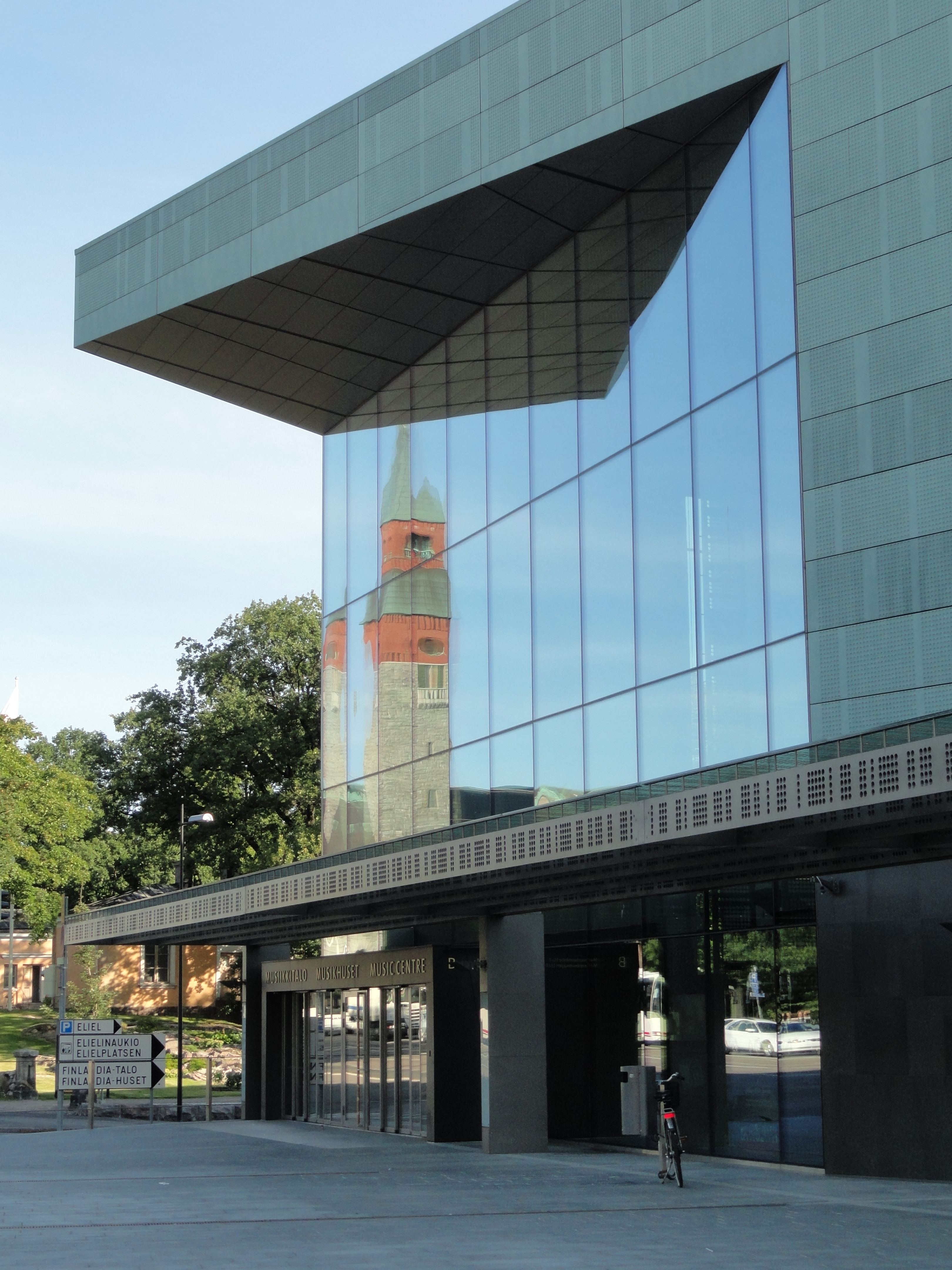